# 25 Cent
25 Cent ist ein deutscher Kurzfilm von Sascha Zimmermann aus dem Jahr 2008.

## Handlung
Die drei Frauen Kim, Michelle und Yvonne überfallen in Hasenkostümen eine Tankstelle. Sie bedrohen den Tankwart Tim mit Waffen und verlangen von ihm, das gesamte Geld in einen Rucksack zu packen. Tim bleibt ruhig und verwickelt die Frauen in ein Gespräch. Dabei stellt sich heraus, dass Tim und Michelle gemeinsam in die Schule gegangen sind. Die anderen beiden werden immer nervöser und geraten in Streit mit Michelle.
Yvonne greift sich eine Cola-Flasche und wird von Tim zurechtgewiesen, dass das so nicht geht. Immerhin handelt es sich um eine Pfandflasche im Wert von 25 Cent. Kim zwingt Yvonne, die Cola inklusive 25 Cent Pfand zu bezahlen. Während Kim den beiden anderen Frauen nochmals ins Gewissen redet, füllt Tim den Rucksack mit Zeitungen und übergibt ihn Kim. Dann fahren sie im Auto davon.
Es folgt eine Rückblende, in der Tim die Zeitungen in den Rucksack packt, daneben steht hinter der Verkaufstheke ein anderer Rucksack voller Geld. Nachdem die Frauen geflüchtet sind, nimmt er seine Pistole an sich und verschwindet mit dem Geld. Dann wird der erschossene Tankwart hinter der Theke gezeigt.